# Ếch gai sần
Ếch gai sần (danh pháp: Quasipaa verrucospinosa) là một loài ếch trong họ Ranidae. Đây là một loài đang bị đe dọa do mất môi trường sống.
Loài này được tìm thấy ở Lào, Việt Nam, và có thể cả Trung Quốc. Các môi trường sống tự nhiên của chúng là các khu rừng ẩm ướt đất thấp nhiệt đới hoặc cận nhiệt đới, các khu rừng vùng núi ẩm nhiệt đới hoặc cận nhiệt đới, và sông.